# Marvel's Spider-Man 2
Marvel's Spider-Man 2 est un jeu d'action-aventure développé par Insomniac Games et édité par Sony Interactive Entertainment, sorti le 20 octobre 2023 sur PlayStation 5 et le 30 janvier 2025 sur Microsoft Windows. Basé sur le personnage des Marvel Comics, Spider-Man, il présente un récit inspiré de la mythologie de la bande dessinée de longue date tout en dérivant également de diverses adaptations dans d'autres médias. Il s'agit du troisième jeu de la trilogie Marvel's Spider-Man, faisant suite à Marvel's Spider-Man (2018) et Marvel's Spider-Man: Miles Morales (2020), centré sur Peter Parker et Miles Morales alors qu'ils rencontrent le symbiote Venom.
Les deux Spider-Man, Peter Parker et Miles Morales, abordent de nouveaux chapitres de leurs vies tout en essayant de trouver un équilibre avec leur statut de protecteurs de New York. Tandis que Harry Osborn, le meilleur ami de Peter, refait surface et que Miles tente de se construire un avenir après le lycée, la relation entre nos deux héros est mise à rude épreuve lorsque le symbiote semble prendre possession de Peter. Ainsi Miles et ses proches vont devoir convaincre Peter d'enlever le symbiote, aussi difficile que ça le semble.

## Système de jeu
Marvel’s Spider-Man 2 est un jeu vidéo solo d'action-aventure joué dans une perspective à la troisième personne. Les mécaniques de jeu ont été considérablement enrichies pour offrir une expérience encore plus immersive et diversifiée par rapport aux précédents titres de la franchise. Les joueurs peuvent alterner entre deux protagonistes, Peter Parker et Miles Morales, chacun doté de nouvelles capacités uniques, adaptées à leurs pouvoirs respectifs et à leur évolution narrative. Ces innovations apportent une dynamique supplémentaire aux combats et à l'exploration.

### Nouvelles capacités et gameplay
L’un des ajouts les plus marquants est l’intégration des pouvoirs du symbiote pour Peter Parker, qui confère un style de combat plus agressif et axé sur la force brute. Ces pouvoirs incluent des attaques puissantes qui permettent de contrôler plusieurs ennemis simultanément, rendant Peter encore plus redoutable sur le champ de bataille. En parallèle, Miles Morales conserve et améliore ses capacités bioélectriques, désormais connues sous le nom de Venom Blast, qui lui permettent d’infliger des dégâts électriques massifs et de neutraliser des adversaires avec des attaques dévastatrices,.
Ces deux styles de combat distincts offrent aux joueurs une diversité dans l’approche des affrontements, que ce soit en utilisant les attaques violentes du symbiote ou les mouvements plus acrobatiques et électrisants de Miles. Les deux personnages disposent également de gadgets que le joueur peut combiner avec leurs capacités pour maximiser les effets en combat. Par exemple, le gadget Web Grabber permet de regrouper plusieurs ennemis dans une zone spécifique, facilitant l’utilisation d’attaques de zone.

### Exploration et monde ouvert
L'exploration est un autre point central du jeu, qui se déroule dans un monde ouvert. Alors que les précédents jeux se concentraient uniquement sur Manhattan, Marvel's Spider-Man 2 étend l'aire de jeu à de nouveaux quartiers comme le Queens et Brooklyn. Ces ajouts apportent une variété accrue aux environnements, offrant de nouvelles possibilités d'exploration, ainsi que des activités spécifiques à chaque zone, comme les courses à travers des parcs et des zones résidentielles. De plus, des lieux emblématiques comme Coney Island ajoutent encore plus de diversité visuelle et d’interactions possibles,.
L'introduction des Web Wings permet également de renouveler la manière dont les joueurs se déplacent à travers la ville. Ces ailes, qui fonctionnent comme un système de vol plané, permettent à Spider-Man de parcourir de longues distances rapidement tout en combinant cette fonctionnalité avec son traditionnel balancement en toile.

### Personnalisation et progression
L’un des aspects les plus populaires de la franchise Spider-Man est la possibilité de débloquer et d’équiper différents costumes. Marvel’s Spider-Man 2 propose plus de 65 costumes, avec des designs originaux et des références aux comics et films de Spider-Man. L'innovation dans ce volet est l'ajout du système de "Suit Styles", qui permet aux joueurs de personnaliser les couleurs des costumes, offrant ainsi plus de 200 combinaisons possibles.
Le système de progression du jeu repose sur l’acquisition de points de compétences à travers diverses missions principales et secondaires. Ces points permettent d'améliorer à la fois les compétences de combat et les gadgets des deux Spider-Men, offrant une flexibilité pour ajuster les capacités à différents styles de jeu. Chaque personnage possède également des arbres de compétences distincts, reflétant leurs différences en termes de capacités et d’approche.

### Quêtes secondaires et activités annexes
En plus des missions principales, le jeu propose de nombreuses quêtes secondaires et activités annexes. Le joueur peuvent participer à des missions de chasse aux criminels, neutraliser des bases ennemies, ou découvrir des objets de collection dans toute la ville. Les personnages emblématiques de la série, tels que Black Cat, Venom et Kraven le Chasseur, reviennent dans des quêtes spécifiques qui mettent à l’épreuve les compétences de combat et de furtivité des joueurs,.
Ces activités annexes incitent les joueurs à explorer chaque recoin de la carte. Elles permettent également de débloquer des jetons qui servent à améliorer les gadgets et à débloquer de nouveaux costumes ou capacités spéciales.

## Synopsis
Peter Parker commence sa première journée en tant que professeur de physique à Brooklyn Vision, l'école de Miles Morales, mais ils sont interrompus par une attaque de Flint Marko, alias l'Homme-sable, les obligeant tous les deux à le maîtriser. Peter est licencié pour avoir abandonné la classe et retourne au domicile de sa tante May dans le Queens, où il a emménagé après la mort de celle-ci. Peter et sa compagne, Mary Jane Watson, sont tous deux surpris de voir Harry Osborn, qui s'est miraculeusement remis de sa maladie en phase terminale. Harry propose d'embaucher Peter pour travailler dans sa nouvelle startup, la Fondation Emily-May, afin qu'ils puissent réaliser leur projet quand ils étaient au lycée : « guérir le monde ». Pendant ce temps, Miles essaie de rédiger son essai pour son dossier d'admission à l'université et apprend que sa mère, Rio, a commencé à fréquenter quelqu’un d’autre.
Lorsque Peter et Miles supervisent le transfert de certains des détenus du Raft, ils sont témoins d'une attaque de mercenaires, dirigés par Kraven le Chasseur, qui capturent le Scorpion et Martin Li, alias Mister Negative. En enquêtant sur Kraven, Peter découvre qu'il capture des individus surpuissants pour les chasser à des fins sportives. Ayant déjà tué le Scorpion, le Vautour, le Shocker ainsi qu'Electro, Kraven tente ensuite de capturer Felicia Hardy, alias Black Cat, mais Miles parvient à la protéger et l'aide à s'échapper vers Paris, en utilisant un sceptre magique de Docteur Strange, dérobé par Félicia au Sanctum Sanctorum. En visitant Coney Island pour tenter de se reconnecter, Peter, Mary Jane et Harry voient les chasseurs de Kraven attaquer le parc pour capturer Tombstone, qui s'était réinséré et travaille à l'une des attractions. Harry aide Peter à sauver les civils pris entre deux feux et découvre sa double vie tout en révélant qu'il a été guéri par un étrange organisme noir qui augmente sa force.
Ses pouvoirs se développant rapidement, Harry décide d'aider Peter à sauver Tombstone tandis que Mary Jane découvre que Curt Connors, le médecin traitant de Harry, a été kidnappé par Kraven. Peter et Harry tentent de sauver Connors, mais il est trop tard pour empêcher Kraven de le retransformer de force en Lézard. Ce dernier s'échappe tandis que Peter est mortellement blessé par Kraven, il est cependant sauvé par Harry, qui transfère involontairement l'organisme noir dans son corps. Après que Peter ait affronté Kraven dans son nouveau costume noir, qui augmente ses pouvoirs, ce dernier développe un intérêt à le chasser personnellement. Cependant, sans le costume noir, Harry retombe malade et sa maladie progresse vite.
Après que Peter et Harry aient synthétisé un antidote pour Connors, le premier retrouve le Lézard avec l'aide de Miles et est finalement capable de le vaincre et de le guérir. En voyant Peter porter le costume de Harry, Connors explique qu'il s'agit en fait d'un parasite extraterrestre sensible, appelé Symbiote, et l'avertit de le détruire, mais Peter, sous l'influence du symbiote, refuse. La nuit qui suit, le symbiote prend le contrôle du corps de Peter endormi, ce qui le conduit à attaquer les chasseurs d'une extrême sauvagerie sous les yeux effrayés de MJ, qui espère le raisonner après avoir prévenu Miles. Ce dernier est capturé par Kraven et forcé de combattre Li jusqu'à la mort. Surmontant sa colère envers Li pour avoir tué son père, Miles l'aide à s'échapper et lui ordonne de retrouver Peter. Après avoir été informé de l'emplacement de Miles par Li, Peter arrive pour le sauver, entre dans une rage folle à cause du symbiote et tue presque Kraven avant que Miles n'intervienne, convainquant Peter de retirer le symbiote.
Peter emmène le symbiote à Oscorp pour le détruire, mais un Harry désespéré l'intercepte et reprend possession du symbiote, ce qui le transforme en un monstre imposant, Venom. Venom s'échappe et combat Kraven sur Times Square, qu'il maîtrise et tue. Sous l'influence du symbiote, Harry décide alors de « guérir le monde » en l'infectant par des symbiotes, en commençant par New York. En guise de démonstration, il infecte MJ avec un symbiote, forçant Peter à l'affronter, mais celui-ci parvient à libérer sa compagne de son emprise.
Par la suite, Peter, Mary Jane et Miles tentent d'arrêter l'invasion des symbiotes, mais Peter se retrouve infecté par un autre symbiote. Il parvient à le maîtriser avec l'aide de Miles et Li, gagnant au passage un nouveau costume. Pendant ce temps, Venom récupère la météorite qui a initialement amené le symbiote sur Terre, ce qui lui permet d'accélérer son invasion. Peter et Miles distraient Venom tandis que Mary Jane vole la météorite et la détruit avec un accélérateur de particules. Durant le combat, Peter parvient à atteindre Harry et le convaincre de retirer le symbiote tandis que la météorite est détruite, détruisant également tous les symbiotes, Venom compris.
Par la suite, Harry meurt dans les bras de Peter, mais Miles parvient à le sauver de justesse grâce à ses pouvoirs bioélectriques. Vivant, mais tombé dans le coma, Harry est d'urgence transporté en soins intensifs, ce qui incite Norman Osborn à ordonner que le « sérum G » soit utilisé sur lui. Mary Jane quitte son emploi au Daily Bugle pour diriger son propre podcast et emménage avec Peter, qui décide de faire une pause dans son rôle de Spider-Man pour se concentrer sur la reconstruction de la Fondation Emily-May et sa relation avec MJ, faisant entièrement confiance à Miles pour protéger la ville comme son unique Homme araignée.
Plus tard, Osborn rend visite à Otto Octavius emprisonné au Raft pour exiger l'identité secrète des Spider-Men, qu'il blâme pour l'état de Harry ; Octavius refuse de le divulguer, se réjouissant de la souffrance d'Osborn alors qu'il écrit son «dernier chapitre». Pendant ce temps, Miles rencontre le nouveau petit ami de Rio, Albert Moon, qui leur présente sa fille Cindy.

## Personnages et décor
Le jeu met en scène les super-héros Peter Parker / Spider-Man (Yuri Lowenthal) et Miles Morales / Spider-Man (Nadji Jeter) qui combattent le crime dans la ville de New York.
Le principal antagoniste est le symbiote Venom (Tony Todd). Kraven le chasseur (Jim Pirri (en)) et le Dr Curt Connor / Lézard sont également présents,.
Mary-Jane Watson (Laura Bailey), la compagne de Peter Paker, travaille toujours pour le Daily Bugle, mais cette fois-ci sous la direction de J. Jonah Jameson (Darin De Paul (en)) qui avait quitté le magazine pour présenter son émission de radio Just the Facts.
Ancienne capitaine de police et alliée de Spider-Man, Yuri Watanabe assume désormais l'identité secrète de la justicière Spectre après la mort de plusieurs de ses collègues à cause du mafieux Hammerhead.
- Peter Parker / Spider-Man : Il est le Spider-Man originel, combattant le crime depuis 10 ans. Comme à son habitude, il rencontre quelques soucis dans sa vie professionnelle et pour conserver la maison de May. Après avoir retrouvé son meilleur ami Harry Osborn, il retrouve un travail à la Fondation Emily-May leur permettant de réaliser leurs projets quand ils étaient au lycée. Quand il retrouve en possession du symbiote malgré lui, son comportement change petit à petit : il devient plus violent avec ses ennemis et il néglige et rabaisse ses proches.
- Miles Morales / Spider-Man : Il est le protégé de Peter. Il aime être Spider-Man, rendre service à sa communauté mais il essaie de préparer son dossier à l’université. Depuis le retour de Harry, il se sent un peu délaissé par son mentor. Après la capture de Martin Li par les chasseurs, il devient obsédé à l’idée de le retrouver et de venger son père.
- Mary-Jane « MJ » Watson : Elle est journaliste au Daily Bugle et la compagne de Peter. Elle n’est pas très satisfaite de travailler pour Jameson qui lui met la pression. Depuis que Peter porte le symbiote, elle a peur de lui.
- Harry Osborn / Venom : Il est le fils du milliardaire Norman Osborn, le meilleur ami de Peter et MJ. Il semble s’être remis de sa maladie grâce au symbiote. Après avoir récupéré le symbiote, un Harry désespéré se transforme en Venom. La personnalité de Venom corrompt les désirs et les envies de Harry ; en utilisant la voix de sa mère, il le convainc de guérir le monde en l’infectant de symbiote.
- Ganke Lee : il est le meilleur ami de Miles. Il apporte un soutien informatique aux deux Spider-Man.
- Sergueï Kravinoff / Kraven le Chasseur : Auto-proclamé Grand Chasseur, sa famille et lui ne vivent que pour la chasse. Repoussant les limites physiques et mentales, il a chassé les êtres et les animaux les plus dangereux de la planète. Souffrant d’un cancer en phase terminale, il recherche un adversaire pouvant le vaincre. Venu à New York pour chasser les plus puissants super-vilains, il croit que cet adversaire pourrait être Spider-Man.
- Curt Connors / le Lézard : Éminent scientifique, il a essayé de régénérer son bras amputé mais il s’est transformé en lézard humanoïde. Il est le médecin traitant de Harry, et a découvert le symbiote avec Norman Osborn. Il est l’une des cibles de Kraven.
- Martin Li / Mister Negative : Il est l’une des proies de Kraven. En pénétrant l’esprit de Miles, il prend conscience de l’ampleur de ses actes. Après avoir sauvé Peter, il est en quête de rédemption.
- Norman Osborn : Il est le PDG d’Oscorp et le père de Harry. Il est prêt à tout pour guérir son fils, quelles qu'en soient les conséquences. Même s’il aime Harry, il considère plus Peter comme son fils. Maintenant que Harry est retombé malade, Norman sombre dans le désespoir et le déni.
- Flint Marko / Homme-sable : Peter et Flint se sont déjà affrontés, il y a des années. Il a toujours vécu en criminel mais il a toujours essayé d'être un bon père pour sa fille Keemia, même après être devenu l'Homme-Sable. Malgré ses erreurs, Flint n'est pas quelqu'un de mauvais selon Peter et il  l'a toujours soutenu pour sa réhabilitation. Il est l'une des proies de Kraven après que les chasseurs ont essayé de s'en prendre à sa fille.
- Rio Morales : Elle est la mère de Miles et conseillère municipale à Harlem. Elle commence à fréquenter quelqu'un d'autre. Depuis la capture de Li, elle s'inquiète pour Miles à propos de son entrée à l'université.
- Yuri Watanabe / Spectre : L'ancienne capitaine de police Yuri est devenue une justicière meurtrière. Spider-Man désapprouve ses méthodes.
- Cletus Kasady / La Flamme : Chef d'une secte meurtrière qui cherche à déclencher une prophétie qu'il appelle "L'Heure Écarlate". Yuri (sous le masque de Spectre) la traque depuis plus d'un an et cherche à le tuer.
- Le Caméléon : Frère de Sergueï Kravinoff, il a fui sa famille pour échapper à ce dernier qui voulait le tuer.
- Félicia Hardy / Black Cat : Ex petite-amie de Peter Parker, elle doit fuir les chasseurs de Kraven qui veulent la tuer.
- Quentin Beck / Mystério : Ancien ennemi de Spider-Man adepte des illusions. Il est depuis réhabilité et a mis en place une attraction de réalité virtuelle à Conney Island, Miles le testera mais l'attraction tourne mal, forçant Quentin à la fermer. Il demandera au nouveau Spider-Man de sauver des gens qui ont été accidentellement piégé dans ses attractions.
- Lonnie Lincoln / Tombstone : Ancien chef de gang, il est depuis réformé et travaille comme employé dans une attraction de Conney Island. Il est pris pour cible par les Chasseurs qui le capturent, il sera cependant sauvé par son ancien ennemi Spider-Man.
- Otto Octavius / Docteur Octopus : En prison depuis plus de 2 ans, il planifie sa revanche sur Spider-Man.

## Développement
Lors de la promotion du jeu Marvel's Spider-Man (2018) récemment lancé en septembre 2018, le directeur de la création du jeu, Bryan Intihar, a été interrogé sur un podcast de Kinda Funny Games sur l'omission du jeu du costume symbiote de Spider-Man dans les bandes dessinées. Intihar a répondu : « Je pense que le simple fait d'en faire une combinaison à débloquer ne lui rendrait pas justice. C'est l'une des meilleures histoires pour Spider-Man. Je pense que c'est une histoire complexe. Et je pense que c'est une histoire qui doit être racontée, et elle doit être racontée comme Insomniac la raconterait ». Le jeu et son titre dérivé Marvel's Spider-Man: Miles Morales (2020) incluaient des taquineries implicites vers de futurs titres, y compris des scènes post-crédits faisant allusion aux intentions d'Insomniac Games d'introduire Venom dans leur récit, ainsi que Norman Osborn et son fils Harry dans des rôles plus importants. Lors du dévoilement de Miles Morales lors de l'événement de révélation de la PlayStation 5 de Sony en juin 2020, Insomniac a déclaré qu'un titre autonome mettant en vedette Miles en tant que protagoniste n'enlèverait rien au fait qu'ils avaient « une grande partie de l'histoire de Peter à raconter » dans les futurs jeux.
Marvel's Spider-Man 2 et le jeu Marvel's Wolverine ont été annoncés conjointement par Insomniac Games lors de l'événement PlayStation Showcase en septembre 2021. Bryan Intihar et Ryan Smith sont les directeurs de la création du jeu, reprenant respectivement leurs rôles après Marvel's Spider-Man, tandis que Yuri Lowenthal, Nadji Jeter et Tony Todd jouent respectivement Peter Parker, Miles Morales et Venom.
S'exprimant sur le podcast This Week in Marvel, le vice-président de Marvel Games, Bill Rosemann, a décrit le récit du jeu comme « un peu plus sombre », ainsi que « le prochain grand chapitre ». Il a comparé le ton de l'histoire à L'Empire contre-attaque (1980), contrastant avec la façon dont le récit de Marvel's Spider-Man se sentait tonalement similaire au premier Star Wars (1977). En janvier 2022, Brittney Morris, qui avait précédemment écrit le roman lié à Miles Morales, Wings of Fury, a rejoint l'équipe d'écriture du jeu. Le mois suivant, Insomniac avait embauché l'artiste indépendant Davison Carvalho pour servir de directeur artistique du jeu. Carvalho avait notamment servi d'artiste concepteur sur les films du Marvel Cinematic Universe (MCU) Captain America : Civil War, Doctor Strange (tous deux en 2016), Thor : Ragnarok (2017) et Captain Marvel (2019). En novembre 2022, l'acteur Scott Porter, qui a prêté sa voix à Harry Osborn tout au long du premier jeu, a révélé qu'il avait subi une refonte dans Marvel's Spider-Man 2 pour tenir un rôle plus important pour son personnage dans l'histoire, résolvant ainsi des problèmes potentiels tels que l'écart d'âge entre lui et le personnage car « ils ont décidé de devenir photoréels ». Le mois suivant, Jamie Meyer s'est révélée co-scénariste du jeu via son site Web personnel et a accidentellement divulgué le jeu en ciblant une fenêtre de lancement fin 2023, ce que Sony a confirmé plus tard dans un article séparé sur le blog PlayStation,.
Une vidéo de démonstration révélée lors du PlayStation Showcase du 24 mai 2023 montre que Peter Parker sera le détenteur du symbiote Venom et révèle la présence de Kraven le chasseur ainsi que du Lézard.
Une semaine avant sa sortie, Sony montre la dernière bande-annonce de lancement de Marvel’s Spider-Man 2 en mettant en avant ses graphismes, un nouvel aperçu du gameplay et de nouvelles cinématiques du jeu.

## Sortie
Marvel's Spider-Man 2 sort sur PlayStation 5 le 20 octobre 2023,,,. Dans un tweet datant de mars 2023, Tony Todd a affirmé avoir entendu parler d'une sortie en septembre 2023, précédée d'une campagne marketing en août 2023 avant de supprimer le tweet.
Une bande dessinée préquelle liée a été publiée par Marvel Comics le jour de la Free Comic Book Day en mai 2023, écrite par le scénariste de Marvel's Spider-Man Christos Gage et illustrée par Ig Guara. Se déroulant après les événements de Miles Morales, le récit met en scène Peter Parker, Miles Morales et Mary Jane Watson luttant pour équilibrer leurs responsabilités individuelles et les devoirs respectifs envers New York en tant que Spider-Men, et présente The Hood comme son principal antagoniste,.
Une date de sortie est annoncée lors du Summer Game Fest pour le 20 octobre 2023.
En janvier 2024, à la suite d'une attaque par ransomware contre Insomniac Games, une version PC non officielle de Marvel's Spider-Man 2 fuite en ligne. Ce build de développement, initialement destiné à des tests internes, a rapidement été adaptée par des développeurs indépendants en une version complète jouable sur PC, bien que comportant un certain nombre de bugs et une taille de plus de 250gb. Le portage du jeu sur PC sort le 30 janvier 2025.

## Accueil

### Critiques
Marvel's Spider-Man 2 reçoit un accueil très favorable de la presse, recueillant la note de 90/100 sur l'agrégateur Metacritic sur la base de 143 critiques.

### Ventes
Le jeu s'est vendu à plus de 2,5 millions d'exemplaires en l'espace de 24 heures,. Puis, la barre des 5 millions de copies écoulées est franchie en 11 jours de commercialisation. Le 14 février 2024, le jeu s'était vendu à 10 millions d'exemplaires, franchissant donc ce cap en 107 jours.

### Manque de rentabilité
Des fuites de documents internes à Insomniac Games révèlent que le jeu n'a pas été rentable, malgré ses ventes très rapides. Doté initialement d'un budget de 270 millions de dollars, la production du jeu en a finalement absorbé 300, dont 40 millions consacrés aux 314 minutes de cinématiques. Il aurait fallu 7,2 millions d'unités vendue pour que le jeu franchisse son seuil de rentabilité, mais à la date de mi-novembre 2023, il n'en avait vendu que 6,1 millions.

### Distinctions
Le jeu est nommé à sept reprises lors des Games Awards 2023, dont pour la récompense de « jeu de l'année ».
En avril 2024, Nadji Jeter est récompensé du lauréat de « meilleure performance », pour la voix qu'il prête à Miles Morales, lors des résultats des British Academy Games Awards.

### Galerie artistique
- Insomniac Games, « Art Blast », sur ArtStation, 16 novembre 2023 : recueil de concept arts et de bandes de démonstration du jeu fini.